# 藍浦郡
藍浦郡（ナムポぐん、らんぽぐん、朝鮮語: 남포군）は、現在の忠清南道保寧市南部にあった行政区画。1914年保寧郡に統廃合された。

## 歴史
本来百済の寺浦県（사포현）だったが、757年（景徳王16年）には藍浦に改め西林郡（서림군）の領県となった。1018年（顕宗9年）には嘉林県（가림현）に属し、監務を置いた（링크）。
1380年（王禑6年）、倭寇の侵入に住民が四方に散らばったが、1390年（恭譲王2年）に鎮を置いて散乱民を招集した。1397年（太祖6年）、兵馬節制使を置いて県事を兼務した。1466年（世祖12年）、鎮を廃止して県監を置いた。
1895年（高宗32年）には洪州府藍浦郡、1896年には忠清南道藍浦郡となったが、1914年の行政区域改編により保寧郡に編入されて藍浦・熊川・珠山・嵋山の4面にされた。1995年には保寧郡と大川市が統合され、保寧市に属した。

## 1914年以降
| 통폐합 전    | 통폐합 후 (서천군) | 통폐합 후 (서천군)                                                                             |
| 旧行政区画   | 新行政区画         | 新行政区画                                                                                     |
| ------------ | ------------------ | ---------------------------------------------------------------------------------------------- |
| 藍浦郡熊川面 | 熊川面             | 관당리、구룡리、노천리、대천리、독산리、두룡리、소황리、죽청리、황교리                         |
| 藍浦郡古邑面 | 熊川面             | 대창리、성동리、수부리、평리                                                                   |
| 藍浦郡郡内面 | 藍浦面             | 달산리、옥동리、옥서리、읍내리                                                                 |
| 藍浦郡新安面 | 藍浦面             | 신흥리、양기리、양항리、월전리                                                                 |
| 藍浦郡北内面 | 藍浦面             | 봉덕리、삼현리、소송리、제석리、창동리                                                         |
| 藍浦郡北外面 | 미산면             | 개화리、도화담리、성주리、풍계리                                                               |
| 藍浦郡深田面 | 미산면             | 남심리、내평리、녹전리、대농리、도흥리、봉성리、삼계리、옥현리、용수리、은현리、평라리、풍산리 |
| 藍浦郡佛恩面 | 주산면             | 동오리、삼곡리、창암리、화평리、황율리                                                         |
| 藍浦郡習衣面 | 주산면             | 금암리、유곡리、신구리、야룡리、주야리、증산리                                                 |